# 江头村站
江头村站是位于云南省宜良县江头村的一个铁路车站，邮政编码652100。车站建于1910年，有昆河铁路经过该站，1998年废弃。车站及其上下行区间均未电气化，距离昆明北站64公里，隶属昆明铁路局，是四等站, 在撤销之前办理旅客乘降业务，不办理行李，包裹托运业务，不办理任何货运业务。